# Милонас, Лео
Или́ас Ле́о Милона́с (англ. Elias Leo Milonas; род. 23 октября 1936, Нью-Йорк, Нью-Йорк, США) — американский адвокат, работавший судьёй в штате Нью-Йорк (1972—1998). Президент Адвокатской палаты города Нью-Йорк (2002—2004), партнёр в юридической фирме «Pillsbury» (с 1999 года). Член Американской ассоциации юристов. Член Ордена святого апостола Андрея, носит оффикий (титул) архонта номофилака Вселенского Патриархата Константинополя.

## Биография
Родился в семье греческого иммигранта. Его отец владел рестораном в Гарлеме (Нью-Йорк).
Окончил Городской колледж Нью-Йорка (1957) и Бруклинскую школу права со степенью бакалавра права (1960).
В 1960—1972 годах занимался юридической практикой.
В декабре 1972 начал работать в Уголовном суде Нью-Йорка. Служил, кроме прочего.
В 1976—1978 годах — и. о. судьи Верховного суда штата Нью-Йорк.
В 1978—1979 годах — судья Верховного суда штата Нью-Йорк.
В 1979—1981 годах — заместитель администратора судов по городу Нью-Йорк.
В 1982—1993 и 1996—1998 годах — младший судья в Апелляционном отделе Верховного суда Нью-Йорка (первый судебный департамент).
В 1993—1995 годах — администратор судов по штату Нью-Йорк.
С 1999 года — партнёр в юридической фирме «Pillsbury». Специализируется на сложных коммерческих тяжбах, жалобах и альтернативном урегулировании споров. Среди его клиентов «General Electric», «Viacom», «Pfizer», «Schering-Plough», «Bombardier», «Deutsche Bank», «BNY Mellon», «Marubeni America Corp.», «American Express», «Petróleos de Venezuela, S.A.» и «The Bank of Cyprus».
С 2003 года — член совета директоров Национального центра по судам штатов (NCSC). В 1974—1980 годах являлся членом этой организации.
Лауреат многочисленных престижных наград и премий в сфере права.
Активно участвует в деятельности многочисленных гражданских и правительственных учреждений. Член таких организаций как «Legal Aid Society», «Fund for Modern Courts», «New York Urban League», «Fund for the City of New York», «Judges & Lawyers Breast Cancer Alert» и др.

## Личная жизнь
В браке с супругой Хелен имеет двоих детей.